# Teatro Gymnasio
O Teatro Gymnasio, Teatro Ginásio ou Teatro do Ginásio foi um teatro com fachada de gosto neo-clássico, do qual apenas resta a frontaria, localizado na Rua Nova da Trindade, no Chiado (freguesia de Santa Maria Maior), na cidade de Lisboa, em Portugal.
Foi inaugurado em 1845 e serviu de palco das primeiras representações do teatro de revista à Portuguesa, no final do séc. XIX. Francisco Taborda aí iniciou a sua brilhante carreira de actor em 1846.
Sofreu um incêndio em 1921, sendo totalmente destruído, onde morreu uma pessoa. Hoje em dia resta apenas a fachada, tendo sido convertido na galeria comercial Espaço Chiado. Durante as obras de construção deste espaço comercial, foram encontradas ruínas da Muralha Fernandina, que permaneceram preservadas no interior do edifício e acessíveis ao público para visita.

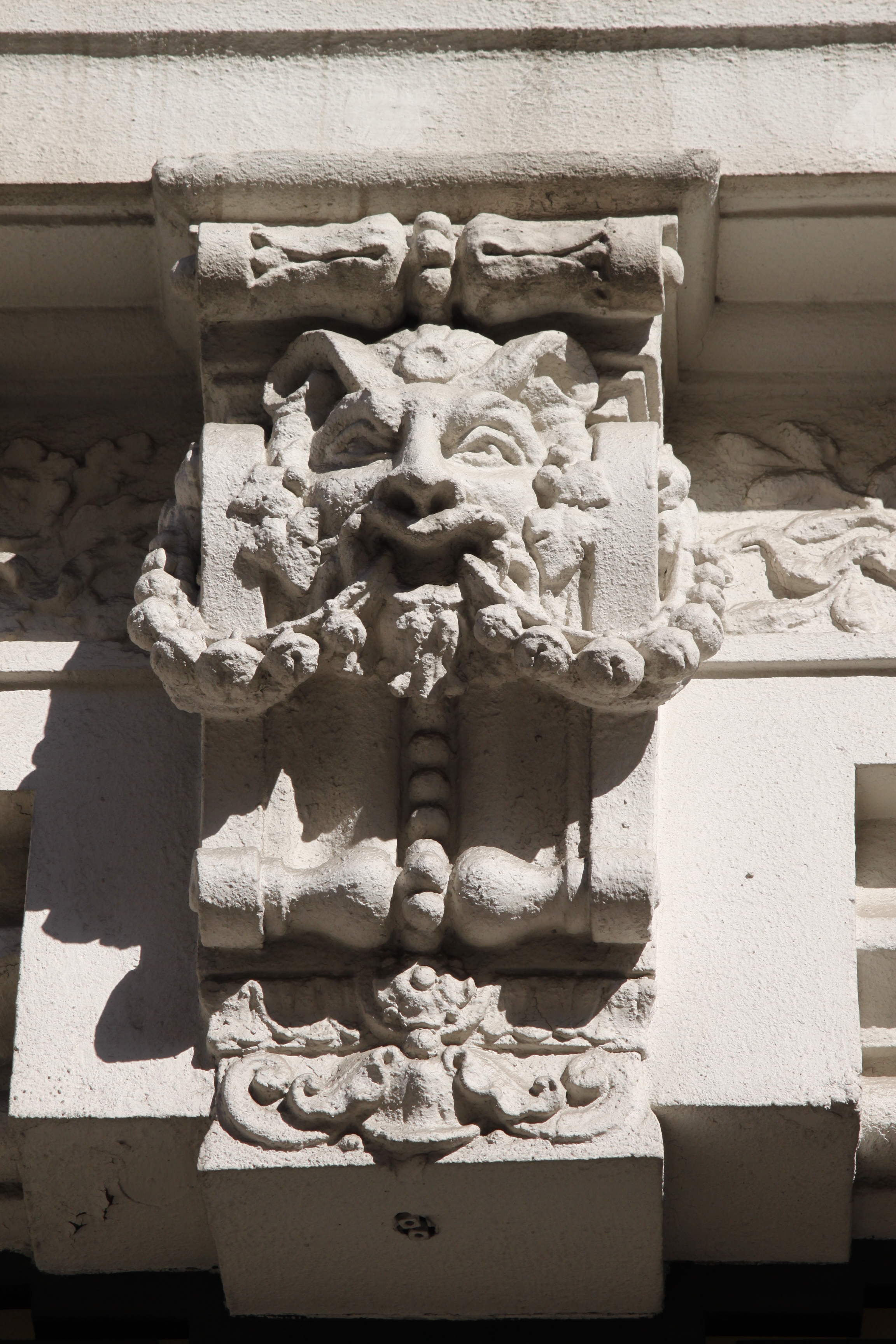
Pormenor da fachada

A fachada do Teatro está classificada como Imóvel de Interesse Público desde 1983, estando a globalidade do edifício incluído na classificação da Lisboa Pombalina, e incluído na zona de proteção do Castelo de São Jorge e restos das cercas de Lisboa, e parcialmente incluído na zona de Proteção do Aqueduto das Águas Livres e do Edifício na Rua Garrett n.º 102 a 122 (Café A Brasileira do Chiado).
Na zona em que se insere o Teatro Ginásio encontramos outros teatros, como o Teatro da Trindade, o Teatro São Luís ou o Teatro Nacional de São Carlos.

## Ligações Externas
- Lisboa de Antigamente: Teatro do Ginásio
- Restos de Colecção: Teatro do Ginásio